# Saligorsk
Saligorsk (bjeloruski: Салігорск, ruski: Солигорск) - grad u Bjelorusiji s oko 100,000 stanovnika, a nalazi se u Minskoj oblasti.
Grad leži 130 km južno od Minska, između gradova Babrujska i Baranaviča, a u blizini Slucka.
Saligorsk je mlad grad, koji je nastao 10. kolovoza 1958. godine. Izvorno se zvao Novostarobinsk, jer je nastao u blizini Starobina. Mjesto je godinu dana kasnije dobilo svoje sadašnje ime, a 1963. i status grada. Od te godine, proizvodi se kalijevo gnojivo ili potaša u jednom od najvećih industrijskih pogona u Bjelorusiji.
Osim toga, grad ima industriju mliječnih proizvoda i tekstilnu industriju.